# Les Genettes
Les Genettes è un comune francese di 179 abitanti situato nel dipartimento dell'Orne nella regione della Normandia.

## Società

### Evoluzione demografica
Abitanti censiti